# 적회색쥐여우원숭이
적회색쥐여우원숭이 (Microcebus griseorufus) 또는 회갈색쥐여우원숭이는 베자 마하팔리 보존 지역 주변 지역의 마다가스카르섬 서부에서부터, 북쪽의 람보하라나 지역까지에서 발견된다.